# Muzej kraljevih grobnic Ajga (Vergina)
Muzej kraljevih grobnic Ajga (Vergina) je 75 km zahodno od Soluna v Grčiji in je osredotočen na kraljeve grobnice, ki jih je zgradilo starodavno kraljestvo Makedonije v Ajgi. Podzemni muzej, ki vsebuje grobnico Filipa II. Makedonskega, so začeli graditi leta 1993 in je bil slovesno odprt leta 1997. Razstave so predstavljene v štirih med seboj povezanih območjih, vključno s palačo, kraljevo grobnico dinastije Temenid (grobna skupina "C"), grobišče Filipa II. in vhodna vrata z razstavo kipov v mestnih svetiščih na pol odprtem in obnovljeno zgornje nadstropje pročelja Filipove palače. Grobnice in druga arheološka najdišča Ajga so bili leta 1996 vpisani na Unescov seznam svetovne dediščine zaradi svoje izjemne arhitekture in pričevanja o prehodu med mestnimi državami in imperiji v evropski civilizaciji.
Zbirke, shranjene v muzeju, so grobni predmeti, odkriti med nizom arheoloških izkopavanj, ki so se začela leta 1861 in trajajo do danes.

## Arheologija
Arheologe so zanimale grobne gomile okoli Vergine že leta 1855 našega štetja, saj so domnevali, da je v bližini mesto Ajga. Vendar pa niso našli nič drugega kot prazne grobnice. Izkopavanja so se znova začela leta 1861 pod vodstvom francoskega arheologa Leona Heuzeyja, ki ga je sponzoriral Napoleon III. V bližini Palatitse so odkrili dele velike stavbe, ki je veljala za eno od palač Antigona III. Dosona (263–221 pr. n. št.), delno uničena v požaru, ki je ohranila spomin na palačo v njenem sodobnem imenu. Arheologi so predlagali, da je to mesto starodavnega mesta Valla, pogled, ki je prevladoval do leta 1976. Vendar so morali izkopavanja opustiti zaradi nevarnosti malarije.
Prvo kraljevo grobnico je odkril Konstantinos Romaios, profesor arheologije na Aristotelovi univerzi v Solunu, ki jo je odkril med delom na ostankih palače med letoma 1937 in 1940. Večji del palače so za gradbeni material izkopali grški begunci, ki so bili po grško-turški vojni tja ponovno naseljeni iz turške Anatolije. Na mestu so zgradili novo naselje, ki so ga leta 1922 poimenovali Vergina po legendarni kraljici. Izkopavanja so opustili ob izbruhu vojne z Italijo leta 1940. Drugi svetovni vojni je sledila grška državljanska vojna (1946-1949).
Leta 1949 je izkopavanja končno nadaljeval Manolis Andronikos. Andronik in leta 1970 končal izkopavanja palače, nato pa je svojo pozornost usmeril na Veliki grob, za katerega je bil prepričan, da je grobnica, ki skriva grobnice makedonskih kraljev. Tam je leta 1977 Andronik odkril štiri zakopane grobnice, od katerih dve nista bili nikoli pokopani. Andronik jih je identificiral kot grobnice Filipa II., očeta Aleksandra Velikega (grobnica II.), in tudi Aleksandra IV. Makedonskega, sina Aleksandra Velikega in Roxane (grobnica III.).
Leta 1987 so odkrili tudi grobnico kraljice Evridike I.. Med letoma 1991 in 2009 je bilo izkopanih več kot 1000 grobnic, skupaj z mestnimi predeli, kmečkimi hišami, pokopališči, ulicami, svetišči in deli mestnih utrdb. Razkrita je tudi kraljevska grobna skupina Temenidov, starodavne makedonske kraljeve hiše dorskega grškega izvora. Nato so marca 2014 odkrili še pet kraljevih grobnic, za katere se domneva, da naj bi pripadale Aleksandru I. Makedonskemu in njegovi družini ali družini Kasander.

## Razstavne površine
Med predmeti, ki so jih našli v grobnici Filipa II., so bili zlati larnaks s šestnajstimi žarki Verginino Sonce na pokrovu, ki je vseboval kraljeve kosti, zapleten zlat pogrebni venec, srebrno-zlat diadem s Heraklejevim vozlom, srebro in bronaste posode s pogrebne pojedine ter okraski iz izrezljane slonovine s pogrebne postelje. Najdeni so bili tudi zlati oklepi in oklepi z enim po meri pritrjenim na Filipovo nogo, deformirano zaradi nepravilno zaceljene zlomljene golenice, ščiti z intarzijami iz slonovine, orožje, reliefi iz slonovine, nakit in votivne figurice iz terakote. Predstavljeni so tudi podobni predmeti, najdeni v drugih grobnicah, vključno z nakitom in telesnimi okraski iz 9. stoletja pr. n. št. "Gospa iz Ajge".

## Galerija
- Zlati larnaks Filipa II. Makedonskega z Verginim soncem
- Zlati pogrebni venec kraljice Mede, šeste žene Filipa II.
- Plošča iz slonovine z upodobitvijo merjasca s podnožja za noge pogrebne postelje Filipa II.
- Srebrni in zlati diadem Filipa II. s Heraklejevim vozlom
- Srebrna oinohoe z reliefom Silena
- Bronasta laterna z reliefom Pana
- Bližnji posnetek reliefa Pan
- Zlata gorgonina glava s kirasa (naprsnik) Filipa II.
- Bronasti škornji Filipa II
- Zlata dvojna fibula z verižico, zavezano v Heraklejev vozel
- Zlata miniatura Sabazija iz slonovine iz grobnice Aleksandra IV.
- Ostanki pogrebne grmade Filipa II.
- Zlati nakit in okraski za oblačila makedonske kraljice v Ajgi
- Nagrobni predmeti "Gospe iz Ajge" iz 9. stoletja pr. n. št.
- Srebrna skodelica iz grobnice Filipa II.
- Srebrni kiliks iz grobnice Filipa II.
- Zlati goritos (kombinacija tulca in ohišja za lok), ščitniki za golen in ovratni oklep kraljice Mede iz Odesosa, šeste žene Filipa II.
- Detajl grobne freske, ki prikazuje Hada, kako ugrabi Perzefono